# Comté de Rosebud
Pour les articles homonymes, voir Rosebud.
Le comté de Rosebud (bouton de rose) est un des 56 comtés de l’état du Montana, aux États-Unis. En 2020, la population était de 8 329 habitants. La tendance est plutôt à la baisse depuis les années 1980. 
Son siège est Forsyth.

## Géolocalisation
| Comté de Petroleum                                          | Comté de Garfield |                       |
| Comté de Treasure Comté de Yellowstone Comté de Musselshell | Comté de Rosebud  | Comté de Custer       |
|                                                             | Comté de Big Horn | Comté de Powder River |

## Principales villes
- Colstrip
- Forsyth